# Rosemère
Rosemère (/ʁoz.mɛʁ/) est une ville canadienne du Québec située dans la MRC de Thérèse-De Blainville, dans la région des Laurentides. À environ 30 km au nord-ouest du centre-ville de Montréal, elle longe la rive nord de la rivière des Mille Îles, sur quelques 4,5 km. Elle possède le statut de municipalité bilingue français-anglais. 
La ville de Rosemère occupe une position enviable, notamment quant à l'aménagement de ses espaces verts et de la protection de son milieu naturel. Ainsi, au cours des 25 dernières années, la ville a obtenu une cinquantaine de prix et distinctions dans différents concours du Québec et du Canada pour ses initiatives sur les plans de l'embellissement horticole, des aménagements paysagers et de la foresterie urbaine. La ville a obtenu, pour 2015-2017 de la Corporation des fleurons du Québec, la reconnaissance de cinq fleurons, laquelle constitue la plus haute distinction de ce programme national de classification horticole. 
En 2008, Rosemère a fêté son 50e anniversaire.

## Histoire

### Bilinguisme
Rosemère est une des rares villes du Québec à reconnaître le français et l'anglais comme langues officielles. Sa population, majoritairement francophone, compte un nombre substantiellement important d'anglophones, soit 15,8 % de la population en 2001, un pourcentage supérieur à la moyenne régionale (4 %) et provinciale (7 %). Ce pourcentage a nettement diminué au fil du temps puisqu'il s'établissait à 65 % dans les années 1960. Cette reconnaissance du bilinguisme est très présente sur le territoire où la quasi-totalité des panneaux indicateurs affichent dans les deux langues. De plus, le profil socio-historique de la ville se reflète bien dans la toponymie des rues, constituée de noms d'origine française et anglaise dans une proportion égale.
À la suite d'une ordonnance de l'Office québécois de la langue française, la ville de Rosemère dut, à l'automne 2005, changer ses panneaux afin que la présentation du français prédomine, conformément aux normes en matière d'affichage.

### Héraldique
| Vivat floreat crestat |
| --------------------- |

| L'écu de Rosemère se blasonne ainsi : D'argent à une rose de gueules feuillée de sinople boutonnée d'or soutenue de trois burelles ondées d'azur; mantelé aussi d'azur, chargé à senestre d'un croissant d'argent, et à dextre d'une croix du même. |

### Dates importantes[6]
- 1947 : Fondation de la municipalité de paroisse
- 1958 : Fondation de la ville
- 2008 : Célébration du 50e anniversaire de la ville

## Géographie
La rivière des Mille Îles délimite le sud de la municipalité. La Rivière aux Chiens délimite le nord-ouest et traverse le nord de la municipalité d'ouest en est.

### Régionale
La ville de Rosemère fait partie des délimitations régionales suivantes :
- Région administrative : Laurentides ;
- MRC : Thérèse-De Blainville ;
- Circonscription électorale provinciale : Groulx ;
- Circonscription électorale fédérale : Rivière-des-Milles-Iles.

## Démographie
| 2001   | 2006   | 2011   | 2016   | 2021   |
| ------ | ------ | ------ | ------ | ------ |
| 13 391 | 14 173 | 14 294 | 13 958 | 14 090 |

### Historique de population
Selon l'Institut de la statistique du Québec :
- 12 186 habitants (en date de 1996) ;
- 12 675 (en date de 1997) ;
- 13 050 (en date de 1998) ;
- 13 287 (en date de 1999) ;
- 13 497 (en date de 2000) ;
- 13 692 (en date de 2001) ;
- 13 933 (en date de 2002) ;
- 14 198 (en date de 2003) ;
- 14 340 (en date de 2004) ;
- 14 271 (en date de 2005) ;
- 14 276 (en date de 2006) ;
- 14 281 (en date de 2007) ;
- 14 222 (en date de 2008) ;
- 14 350 (en date de 2011).
- 14 171 (en date de 2021).

## Administration
Les élections municipales se font en bloc pour le maire et les six conseillers.
| Rosemère Maires depuis 2002                                                                                          |                 |         |          |
| Élection | Maire           | Qualité | Résultat |
| 2002 | Monique Richer  |         | Voir     |
| 2005 | Hélène Daneault |         | Voir     |
| 2009 | Hélène Daneault | Voir    |          |
| 2012 | Madeleine Leduc |         | Voir     |
| 2013 | Madeleine Leduc | Voir    |          |
| 2017 | Eric Westram    |         | Voir     |
| 2021 | Eric Westram    | Voir    |          |
| Élection partielle en italique Depuis 2005, les élections sont simultanées dans toutes les municipalités québécoises |                 |         |          |

## Évènements annuels
À Rosemère, il y a plusieurs évènements annuels, en autre, la fête des citoyens en juillet et le carnaval d'hiver en février.

## Toponymie
Il s'agit de la transposition du toponyme anglais Rosemere, basé sur l'appellatif vieil anglais (anglo-saxon) mere « mer, lac », précédé d'un élément indéterminé. Le nom sera francisé par l'ajout d'un accent grave en 1958, à la fondation officielle de la municipalité.
Le vieil anglais mere remonte au germanique commun *mari,, tout comme le français mare d'origine normande (du vieux norrois marr, masculin), peut-être croisé avec le terme anglo-saxon mere (féminin),.

## Logos
La signature de la ville a changé en février 2016.

Ancien Logo

Nouveau Logo Officiel

## Éducation
Rosemère compte trois écoles primaires et deux écoles secondaires francophones (deux publiques et une privée au primaire et une publique et une privée au secondaire) mais aussi deux écoles, primaire et secondaire, anglophones : l'École primaire McGaig et l'École secondaire Rosemère (en) de la Commission scolaire Sir Wilfrid Laurier,, ainsi que des écoles francophones dont l'Académie Sainte-Thérèse (campus primaire), l'École secondaire Hubert-Maisonneuve (du Centre de services scolaire des Mille-Îles ou CSSMI), l'École Alpha de la CSSMI, l'École Val-des-Ormes de la CSSMI, et l'Externat Sacré-Cœur. L'École Hubert-Maisonneuve, offre, en plus du programme régulier du Ministère de l'Éducation, du Loisir et du Sport du Québec, un programme d'éducation internationale. L'école primaire Val-Des-Ormes est aussi une école du programme d'éducation internationale.
Les écoles de la CSSMI du Ruisselet à Lorraine et de Fontainebleau à Blainville servent a autres parties de la ville. Les secondaires École Polyvalente Sainte-Thérèse ou PST à Sainte-Thérèse et École secondaire Rive-Nord à Bois-des-Filion servent les élèves secondaires (Sec 3-Sec 5 ou, dans une partie, PST servi a Sec 1-5) francophones.

## Patrimoine
|  |  |

## Jumelage
Aix-les-Bains (France)

## Personnalités
- Alexandre Bilodeau est un double médaillé d'or en ski de bosses et ski acrobatique aux jeux olympiques d'hiver de 2010 de Vancouver.
- Zachary Fucale, gardien de but de hockey sur glace
- Gaétan Boucher, patineur de vitesse olympique.
- Sylvie Bernier, médaillée d'or olympique en 1984 en plongeon
- Stéphane Archambault, acteur et chanteur du groupe québécois Mes Aïeux[24]